# 하트 메모리얼 트로피

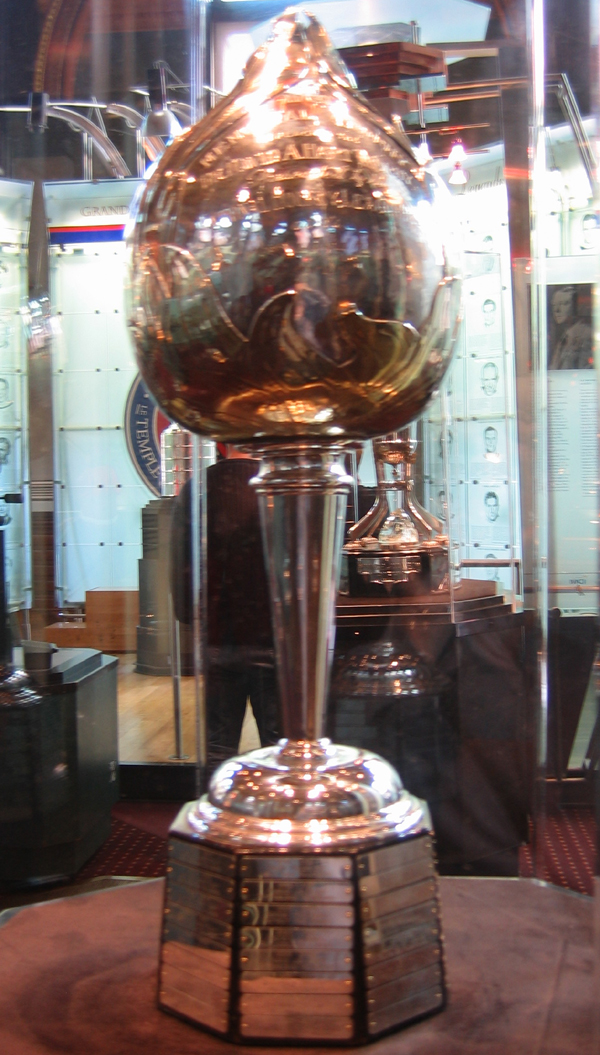
하트 메모리얼 트로피

하트 메모리얼 트로피(영어: Hart Memorial Trophy)는 내셔널 하키 리그 (NHL)의 트로피다. 매년 "최우수 선수"에게 수여된다.